# Haitská Wikipedie
Haitská Wikipedie je jazyková verze Wikipedie v haitštině. Byla založena v srpnu 2004. V lednu 2022 obsahovala přes 63 000 článků a pracovali pro ni 3 správci. Registrováno bylo přes 27 000 uživatelů, z nichž bylo asi 40 aktivních. V počtu článků byla 89. největší Wikipedie.